# Австралійська альпійська стежка

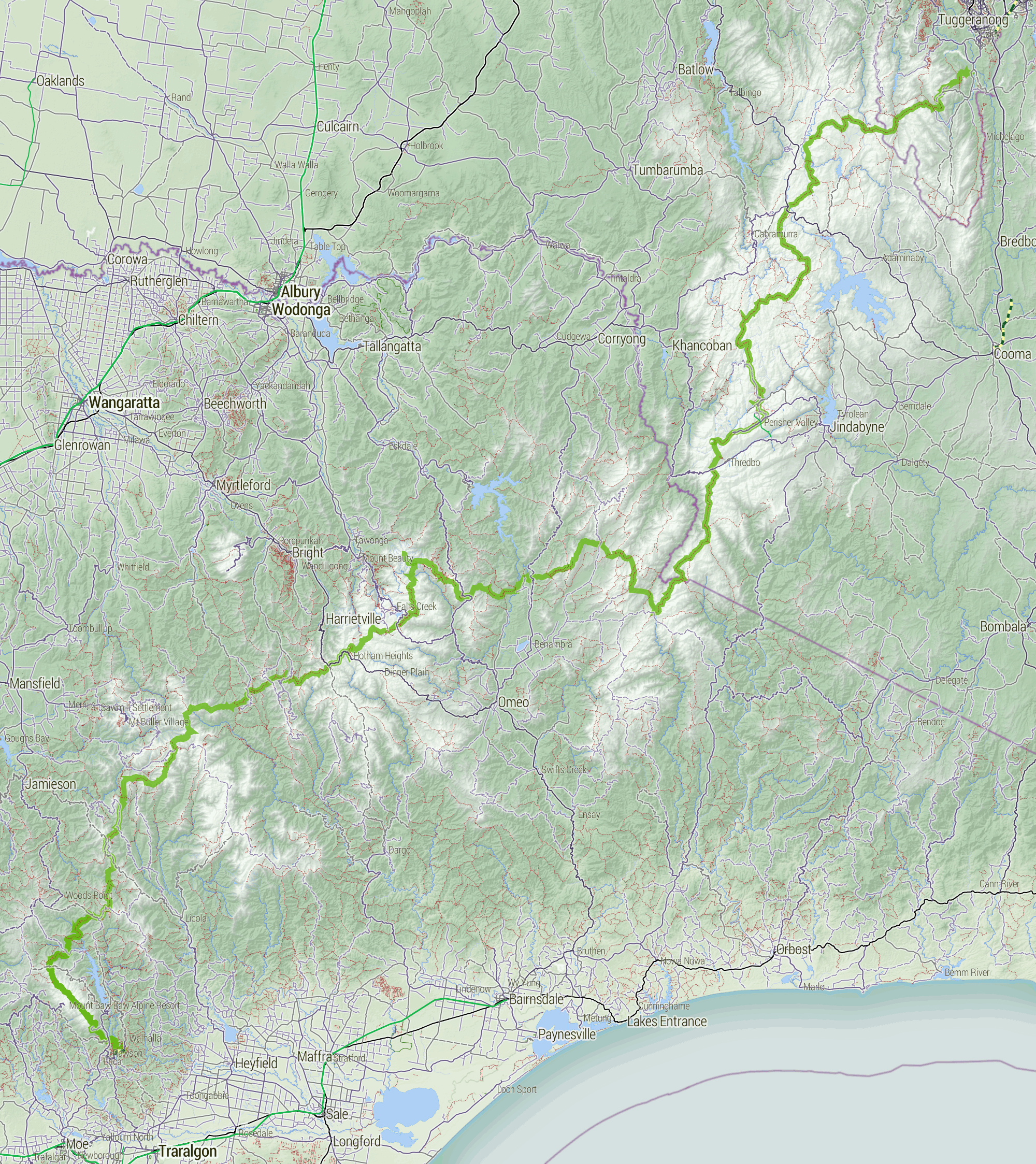
Карта пішохідної доріжки в Австралійських Альпах.

Пішохідна стежка в Австралійських Альпах — це довга пішохідна стежка через альпійські райони Вікторія, Новий Південний Уельс і Столична територія Австралії. Її довжина становить 655 км, вона починається в Волгалла, штат Вікторія і тягнеться до Тарви, ACT поблизу Канберри. Траса пролягає в основному через національні парки Австралії, такі як Альпійський національний парк і Національний парк Костюшко, хоча вона не обмежується виключно національними парками. Він піднімається на багато вершин, у тому числі на гору Костюшко, гору Богонг і пік Бімбері, найвищі точки на північному заході, Вікторії та A.C.T. відповідно. AAWT перетинає відкриті високі рівнини, включно з вікторіанськими високими рівнинами Богонґ і Головним хребтом у Новому Південному Південному Південному Південному Південному Південному Південному Уельсі. Щоб пройти весь маршрут, може знадобитися від 5 до 8 тижнів. Потрібна доставка їжі або екіпаж підтримки, оскільки маршрут не проходить через жодне місто, хоча він проходить поблизу гірськолижних курортів Mt Hotham, Falls Creek, Mt Baw Baw, Thredbo, Charlotte Pass і Perisher.
Частину його довжини було позначено в угоді трьох держав. Однак більшість ділянок Треку вимагають від туристів високорозвинутих навичок навігації, особливо в дикій місцевості.
Пішохідна доріжка в Австралійських Альпах є продовженням старішої Вікторіанської альпійської доріжки, заснованої в 1970-х роках. Вікторіанська траса була подовжена після багатьох років просування Федерацією клубів вікторіанського пішоходу та різними урядовими департаментами. Ділянка прогулянки в NSW менш цікава, ніж вікторіанська частина. Там, де вікторіанська ділянка зазвичай йде за відрогами та хребтами, ділянка NSW зазвичай йде за вогняними стежками/доріжками. Маршрут, рекомендований Джоном Сайзманом, додає певного інтересу частині прогулянки NSW.
Між Волгаллою і Тарвою він проходить через ці національні парки:
- Національний парк Бау Бау
- Альпійський національний парк (включаючи територію дикої природи Кобберас), до кордону з Новим Південним Уельсом.
- Національний парк Костюшко (включаючи зону дикої природи Ягунгал), безпосередньо на північ від кордону.
- Національний парк Намаджі, що примикає до національного парку Костюшко.
- Національний парк Бріндабелла

## Найшвидший відомий час
У той час як більшість людей, які намагаються пройти трек, займають 30-40 днів, а більшості груп потрібно 50-60 днів, щоб пройти трек,композицію було завершено всього за 12 днів. Нижче наведено найшвидший зареєстрований час проходження всієї траси в 4 категоріях:
- Самостійна команда змішаної статі: 11 днів 9 годин Джон Райлі, Кайлі Салм і Філ Робінсон 26 листопада 2019 р.
- Чоловік сам підтримує: 10 днів 23 години 14 хвилин Пол Катберт і Том Бартлетт 26 січня 2022 р.
- Чоловіча підтримка: 13 днів 11 годин Beau Miles 17 березня 2011 року.
- Жінка самостійно підтримує: 24 дні 0 годин Емма Тімміс 17 квітня 2016 р.

## Зовнішні посилання
- Пішохідна доріжка Австралійських Альп – брошура
- Пішохідна стежка Австралійських Альп – офіційний сайт національних парків36°30′19.23″ пд. ш. 148°18′13.42″ сх. д. / 36.5053417° пд. ш. 148.3037278° сх. д.
- OpenStreetMap повний маршрут AAWT
- Сайт AAWT Крейга
- Досвід Найджела AAWT 2006
- Досвід Рохана та Найджела AAWT 2008
- Досвід Люка та Саймона Перратона AAWT зима 2009
- Блог Енді та Марка Оутса та відео їхніх зимових походів 2005 та 2018 років